# Automatizovaný daňový informační systém
Automatizovaný daňový informační systém (zkratka ADIS) je informační systém veřejné správy používaný orgány Finanční správy České republiky, tedy finančními úřady, odvolacím ředitelstvím a Generálním finančním ředitelstvím. Účelem informačního systému je podpora činností při správě a evidenci daní a poplatků v České republice. Řešení se opírá především o zákon č. 280/2009 Sb. (Daňový řád) a zákon č. 531/1990 Sb. o územních finančních orgánech.
ADIS zajišťuje pro svůj provoz potřebnou komunikaci s dalšími systémy veřejné správy (především s Informačním systémem základních registrů) i mezinárodní výměnu informací z daňové oblasti. V rámci systému ADIS je také provozován Daňový portál poskytující některé elektronické služby pro daňové subjekty.
Systémovým integrátorem systému ADIS je firma IBM ČR (na základě veřejné soutěže vypsané v roce 1991), hlavními subdodavateli softwarového řešení jsou české firmy GIST, INTAX a TAXNET. Podporu a vývoj systému zajišťuje od roku 2020 firma O2.
Systém byl od počátku koncipován jako decentralizovaný. Aplikace samostatně provozované na jednotlivých finančních úřadech spolupracují s centrální aplikací, která je provozována v rámci Generálního finančního ředitelství. Jádro aplikací a některé moduly jsou napsané v jazyce Informix-4GL, novější moduly jsou napsané v Javě a C. Systém ADIS používá databázi IDS, která běží na serverech IBM RS 6000 s operačním systémem AIX. Program má 13 334 modulů a jeho jádro má 22 miliónu řádků kódu (údaje z roku 2016). V závislosti na legislativních změnách je ADIS neustále upravován a rozšiřován, původní koncept ale zůstává zachován.
Podle analýzy provedené v roce 2016 firmou Deloitte pro Finanční správu je systém zastaralý a uživatelsky nepřívětivý.